# Siatka Kirchhoffa

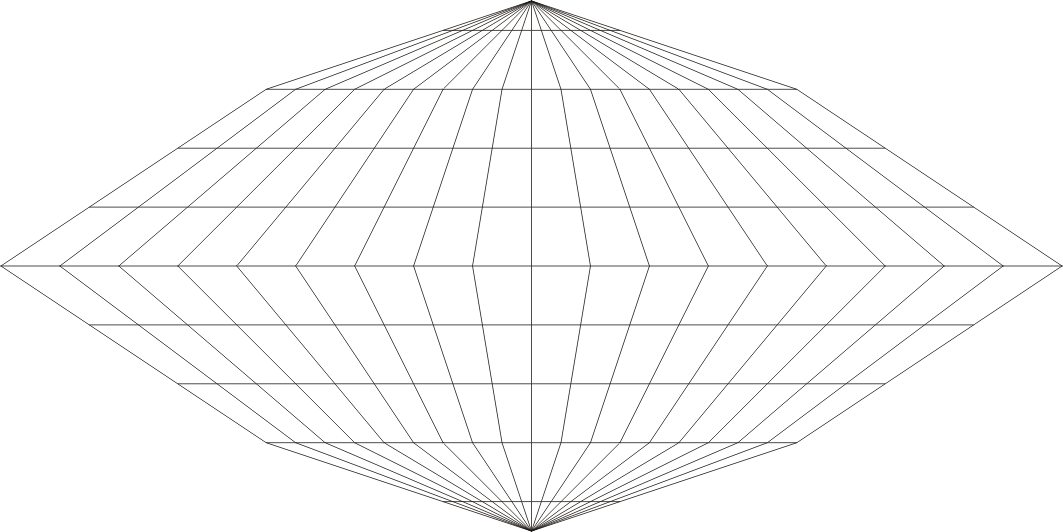
Siatka Kirchhoffa dla całej Ziemi z zaznaczonymi południkami i równoleżnikami co 20°

Siatka Kirchhoffa – siatka umowna, nazwa na imieniem E.K. Kirchhoffa, znana już w XV w. Zaliczana do siatek pseudowalcowych lub trapezowych. Służy do przedstawiania powierzchni całej Ziemi lub jednej z jej półkul. Siatka odwzorowuje wiernie równik, południk środkowy oraz równoleżniki 60°. Wszystkie równoleżniki są odcinkami równoległymi do równika, południki są natomiast liniami łamanymi na równiku i równoleżnikach 60° zbieżnymi w biegunach. Siatka nie zachowuje wiernych kątów, powierzchni lub odległości (wyjątek: równik, południk środkowy oraz równoleżniki 60°).